# جیران‌تپه
جیران تپه مربوط به عصر آهن است و در شهرستان ابهر، بخش مرکزی، دهستان صایین قلعه، روستای چرگر، ۲۱۰ متری جنوب اتوبان زنجان واقع شده و این اثر در تاریخ ۲۶ اسفند ۱۳۸۶ با شمارهٔ ثبت ۲۲۱۹۲ به‌عنوان یکی از آثار ملی ایران به ثبت رسیده است.